# Défis extrêmes
 (avril 2024).
Si vous disposez d'ouvrages ou d'articles de référence ou si vous connaissez des sites web de qualité traitant du thème abordé ici, merci de compléter l'article en donnant les références utiles à sa vérifiabilité et en les liant à la section « Notes et références ».
L'absurdicourse
Garderie extrême
Défis extrêmes (Total Drama en VO) est une série télévisée d'animation canadienne créée par Tom McGillis et Jennifer Pertsch et diffusé depuis le 8 juillet 2007 sur Network 10 et Télétoon et en faisant un transfert en 2008 elle est désormais diffusée sur Cartoon Network. La série parodie certaines émissions de téléréalité, comme Koh-Lanta et Survivor.
Chaque saison se déroule dans un lieu différent. La particularité de la série est que le gagnant n'est pas le même dans tous les pays de diffusion, car il est choisi soit par les internautes sur le site officiel avant l'épisode final, comme aux États-Unis et au Québec, soit par les diffuseurs, comme en France.
Au Québec, la série est diffusée sur Télétoon. En France, la série est diffusée sur Canal+ Family, puis rediffusée sur Télétoon+. En Belgique, cette dernière est rediffusée sur La Trois. Elle est diffusée dans la majeure partie du monde sur Cartoon Network.
Depuis 2021, la série est diffusée sur la plateforme de streaming Netflix.
En 2023, le retour de la série a été diffusé en Italie, au Canada, au Québec et au Royaume-Uni.

## Synopsis
La série est animée par Louis Mercier, un producteur et animateur snob, narcissique, usurpateur, menteur, arnaqueur escroc, moqueur, voleur et égoïste qui se moque éperdument du bien-être des candidats et adore les faire souffrir, et le chef Albert, cuisinier et ancien soldat, qui prépare des repas immangeables et indigestes.
La plupart des saisons suivent le même schéma : les candidats se battent pour remporter la somme d'un million de dollars (100000 dans la saison 1). Pour ce faire, ils sont répartis en deux équipes (trois dans la 3e saison). Au fil des jours, les équipes s'affrontent pour remporter des défis. L'équipe perdante doit éliminer l'un de ses membres. Au milieu de la saison, les équipes sont dissoutes et chacun doit se débrouiller seul. Alliances, trahisons et manipulations sont les termes qui décrivent au mieux la période de fusion.
Seule la deuxième série dérivée ne suit pas le même schéma que les précédentes. On y retrouve d'anciens candidats encore enfants, mais il n'y a aucune compétition.
Les saisons se déroulent parfois dans un lieu différent : la première saison se déroule au camp Wawanakwa, une île située près des Laurentides (Muskoka, Ontario en version orignale), la deuxième dans un studio de cinéma abandonné et désinfecté à Montréal (Toronto en version orignale), et la troisième dans un avion tout autour du monde, les candidats étant transportés d'un pays à l'autre dans un vieil avion. La quatrième et première partie de la cinquième saison marquent un retour au camp Wawanakwa. La deuxième partie de la cinquième saison se déroule sur une île perdue et robotisée, celle de Pahkitew. La première série dérivée se déroule à travers le globe, tandis que la deuxième se déroule dans une garderie.

## Saisons
| Saison | Titre                                | Date de première diffusion                                                                                   | Gagnant                                         | Finaliste                                         |
| --- | ------------------------------------ | --- | ----------------------------------------------- | ------------------------------------------------- |
| |                                      | |                                                 |                                                   |
| 1 | L'île des défis extrêmes             | 8 juillet 2007 (Canada et Australie) 5 juin 2008 (États-Unis)                                                | Gontran /                                       | Joëlle /                                          |
| L'île des défis extrêmes (Total Drama Island en VO) est la première saison de Défis extrêmes. 22 adolescents, tous âgés de 16 ans, ont auditionné pour participer à cette émission de télé-réalité. Ils débarquent ainsi au camp Wawanakwa, situé sur une île perdue au fin fond des Laurentides (Ontario dans la version orignale). Alors que les producteurs leur avaient promis qu'ils logeraient dans un hôtel 5 étoiles, les candidats découvrent un camp de vacances abandonné et une nourriture immangeable. L'animateur (et producteur) de l'émission, Louis Mercier, les accueille et leur explique les règles du jeu : il s'agit de relever diverses défis périlleux, dangereux et parfois dégoutants. Les candidats sont répartis en deux équipes : les Malins rongeurs et les Carpes de l'enfer. À la fin de chaque défi, l'équipe perdante devra éliminer un de ses membres à la cérémonie du feu de camp où les gagnants recevront un guimauve, symbole de survie, tandis que le perdant devra se rendre sur le « Quai de la honte » et embarquer à bord du « bateau des Losers » à destination de « Playa de Losers », quittant ainsi l'île et le jeu. Vers le milieu de la compétition, les deux équipes seront dissoutes et les candidats ne doivent plus compter que sur eux-mêmes ou bien s'entraider en formant des alliances. À la fin, seuls deux candidats restent en lice pour affronter le défi final et remporter un chèque de 100 000 $.C'est Gontran qui gagne dans la majorité des pays. |                                      | |                                                 |                                                   |
| |                                      | |                                                 |                                                   |
| 2 | Défis extrêmes : Action !            | 11 janvier 2009 (Canada et Australie) 11 juin 2009 (États-Unis)                                              | Hugo Berthe                                     | Berthe Hugo                                       |
| Défis extrêmes : Action ! ou Ciné défis extrêmes en France (Total Drama Action en VO) est la deuxième saison de Défis extrêmes. 14 candidats de la saison précédente : Joëlle, Marilou, Tania, Harold, Hugo, Gontran, Leshawna, Loïc, J.F., Brigitte, Justin, DJ, Édith et Berthe ont été sélectionnés afin d'avoir une chance de remporter 1 million de dollars. Cette saison, les concurrents devront s'affronter dans un studio de cinéma abandonné dans le centre-ville de Montréal (Toronto, en Ontario dans la version orignale). Les défis sont basées sur les genres de film. Les règles du jeu sont les mêmes que la saison précédente sauf qu'il y aura un peu plus d'épreuves de confort (sans élimination) étant donné le nombre de candidats. Les deux équipes sont les Malins Machinistes et les Régisseurs de l'enfer. Comme la saison dernière, l'équipe perdante devra éliminer un candidat qui devra passer sur le tapis rouge de honte et monter dans la voiture ballet. Jordy, Simon, Eva, Lucas, Audrey, Ezékiel, Katrine et Sandrine, qui ne sont pas de la partie, apparaissent dans Entre-amis (les Contre-choc Shows en France), une émission animée par J.F. et Brigitte. Comme pour la première saison, deux fins alternatives mettant en scène les victoires respectives des finalistes Hugo et Berthe ont été créées et, dans certains pays, comme au Canada, les téléspectateurs ont été amenés à voter sur le site de la série pour leur gagnant préféré. Dans d'autres pays, le gagnant est choisi au hasard par la chaîne de diffusion, comme au Québec, le gagnant est Hugo. En France où le gagnant choisi est Berthe. |                                      | |                                                 |                                                   |
| |                                      | |                                                 |                                                   |
| 3 | Défis extrêmes : La Tournée mondiale | 10 juin 2010 (Canada et Australie) 21 juin 2010 (États-Unis)                                                 | Alessandro Marilou                              | Marilou Alessandro                                |
| Défis extrêmes : La Tournée mondiale (Total Drama World Tour en VO) est la troisième saison de la franchise Défis extrêmes. 17 participants ont été sélectionnés et embarqueront dans un avion afin de parcourir le monde et participer à des défis à thème culturel des pays ou des régions qu'ils visitent. En plus des 15 concurrents déjà connus (Gontran, Édith, Hugo, Audrey, Brigitte, Joëlle, Jordy, Harold, Lucas, Tania, DJ, Marilou, Leshawna, Ézékiel, et Simon) Deux d'entre eux sont nouveaux, Alessandro et Sarah-Laurie. Plus tard, un nouveau personnage, Mélanie, arrive parmi les candidats, même si elle est éliminée presque immédiatement. J.F., Eva, Justin, Berthe, Loïc, Katrine et Sandrine apparaissent dans Entre-amis. Le prix pour cette saison est un nouveau un million de dollars. Deux nouveautés sont présentes dans cette saison, déjà, il n'y a plus deux mais trois équipes : l'équipe Victorieuse, l'équipe Louis est super super super super canon et l'équipe Amazone. De plus, Les candidats doivent chanter dans chaque épisode, sinon c'est la disqualification. Les candidats éliminés doivent effectuer le saut de la honte en se jetant de l'avion avec un parachute. Comme pour les saisons précédents, certains pays votent tandis que d'autres choisissent le gagnant au hasard. durant toute la moitié de la saison, l'équipe victorieuse n'a fait que perdre et n'a gagné que deux fois en Amazonie et à Terre-neuve et a fini par être complètement éliminée. C'est Alessandro au Canada et Marilou la gagnante en France.                                                                           |                                      | |                                                 |                                                   |
| |                                      | |                                                 |                                                   |
| 4 | Défis extrêmes : Le retour à l'île   | 21 décembre 2011 (France) 5 janvier 2012 (Canada) 5 juin 2012 (États-Unis)                                   | Cameron /Dutonnerre                             | Dutonnerre /Cameron                               |
| Défis extrêmes : Le retour à l'île (Total Drama: Revenge of the Island en VO) est la quatrième saison de Défis extrêmes. 13 nouveaux concurrents s'affronteront au Camp Wawanakwa, qui est devenu radioactif. La grande nouveauté de cette saison est que les 24 anciens candidats des trois premières saisons ont cédé la place à 13 nouveaux concurrents, Jo, Steph, Zoé, Michel, Dutonnerre, Marc, C, Océane, Dakota, Anne-Marie, Kelly, Cameron et Sam, qui se disputeront le million de dollars promis au vainqueur. Cette saison, les deux équipes sont les Rats toxiques et les Asticots mutants. La particularité de cette saison est que cette fois, elle ne durera que la moitié d'une saison régulière (13 épisodes au lieu de 26) et que les défis sont tous éliminatoires et, grande nouveauté, si un candidat se fait éliminer, il peut éviter l'élimination à condition d'avoir trouvé la statuette d'invincibilité Louis Mercier, une reproduction en bois du buste de Louis cachée quelque part sur l'île (une référence au collier d'immunité caché sur les îles dans les saisons 11, 12 et 13 de Koh-Lanta). Les candidats éliminés devront monter dans la catapulte de la honte afin de subir l'expulsion de la honte. À la fin, Louis a été arrêté pour avoir pollué radioactivement et avoir fait muter tous les animaux du camp Wawanakwa. C'est Cameron qui gagne dans la majorité des pays. À noter qu'il s'agit de la première saison qui n'est pas diffusé pour la première fois au Canada, la France sera le premier pays international à diffuser cette saison sur Canal+.                                                   |                                      | |                                                 |                                                   |
| |                                      | |                                                 |                                                   |
| 5.1 | Les Étoiles des Défis extrêmes       | 10 septembre 2013 (États-Unis) 9 janvier 2014 (Canada)                                                       | Michel / Zoé                                    | Zoé / Michel                                      |
| Les Étoiles des Défis extrêmes ou Défis extrêmes : Superstars en France (Total Drama : All-Stars en VO) est la première partie de la cinquième saison de Défis extrêmes. C'est la première saison à avoir été diffusée aux États-Unis avant le Canada. Quatorze vétérans sont de retour au camp Wawanakwa pour disputer une nouvelle série d'épreuves aussi dangereuses que cruelles sous la tutelle de Louis Mercier et du chef Albert. Cette saison, les Hamsters héroïques sont opposés aux Méchants Vautours. Comme d'habitude, à la fin de chaque défi, l'équipe perdante doit éliminer un de ses membres. Le candidat désigné doit emprunter la toilette de la honte. Au milieu de la saison, les équipes sont dissoutes et les candidats sont en situation du « chacun pour soi ». Le gagnant remporte la somme d'un million de dollars. C'est Michel qui gagne au Canada, tandis que c'est Zoé la gagnante en France. |                                      | |                                                 |                                                   |
| |                                      | |                                                 |                                                   |
| 5.2 | Défis extrêmes : L'île de Pahkitew   | 3 mars 2014 (Italie) 7 juillet 2014 (États-Unis) 4 septembre 2014 (Canada)                                   | Cédric / Kristelle                              | Kristelle / Cédric                                |
| Défis extrêmes : L'île de Pahkitew ou Défis extrêmes : L'île de secours en France (Total Drama: Pahkitew Island en VO) est la deuxième partie de la cinquième saison de Défis extrêmes. Composée de 13 épisodes et se déroulant dans un nouveau lieu appelé « l'île de Pahkitew » car l'île Wawanakwa a été englouti durant la final des Héros contre les Villains, cette dernière ressemble énormément à l'ancienne île à quelques détails près, l'île est entièrement robotisée et artificielle, elle a été diffusée aux États-Unis avant le Canada comme la précédente. La distribution a été entièrement renouvelée pour l'occasion et comme Défis Extrêmes : Le retour à L'île, les candidats sont complètement renouvelés : Éléonore, Sugar, Scarlett, Barbu, Amy, Samey, David, Léonard, Cédric, Jasmine, Kristelle, Max, Rodney et Quentin qui se batteront pour le million de dollars. Elle oppose 2 équipes : Les Wanihtam Maskwak ou les Saumons Nageurs et les Pimâpotew Kinosewak ou les Ours déboussolés. C'est Cédric (Igor en VF, Shawn en VO) qui a gagné aux États-Unis, Kristelle (Cheyenne en VF, Sky en VO) au Canada. La saison a été diffusée pour la première fois en Italie, sur la chaîne. |                                      | |                                                 |                                                   |
| |                                      | |                                                 |                                                   |
| 1 (1re série dérivée) | Défis extrêmes : L'absurdicourse     | 7 septembre 2015 (États-Unis) 4 janvier 2016 (Canada)                                                        | J.F. et Brice MacGuire et Santerre /            | MacGuire et Santerre J.F. et Brice /              |
| Défis extrêmes : L'absurdicourse ou Défis extrêmes : Pétaouchnok Express en France (Total Drama Presents: the Ridonculous Race en VO) est la première série dérivée de Défis extrêmes. Elle aura un nouveau présentateur nommé Joël et quelques candidats de Défis Extrêmes (Gontran, Lucas, J.F. et Léonard) feront leur retour. Cette saison est une parodie de The Amazing Race où 36 candidats, départagés en duo ayant chacun un lien vont faire la course dans des nombreuses destinations dans le monde, ils doivent faire des défis successives pour arriver à la ligne d'arrivée, le dernier duo du classement devra quitter définitivement l'aventure tandis que la dernière équipe survivante remportera le million de dollars. MacGuire et Santerre remportent la victoire au Canada et en France tandis que J.F. et Brice remporte la victoire aux États-Unis. |                                      | |                                                 |                                                   |
| |                                      | |                                                 |                                                   |
| 1-3 (2e série dérivée) | Garderie extrême                     | 1er septembre 2018 (États-Unis) 7 octobre 2018 (Canada) 5 janvier 2019 (Québec)                              | Pas de gagnant car ce n'est pas une compétition | Pas de finaliste car ce n'est pas une compétition |
| Garderie extrême ou Défis extrêmes : Retour à la maternelle en France (Total DramaRama en VO) est la seconde série dérivée de Défis extrêmes. La série réintroduit certains des personnages originaux de "Défis extrêmes" dans un univers alternatif où ils sont des jeunes enfants, pris en charge par le Chef Albert dans une garderie. |                                      | |                                                 |                                                   |
| |                                      | |                                                 |                                                   |
| 6.1 | L'île des défis extrêmes 2023        | 10 avril 2023 (Italie) 21 octobre 2023 (Canada) 4 novembre 2023 (Québec) 1er juin 2024 (États-Unis)          | Priya                                           | Bowie                                             |
| Défis extrêmes 2023 ramène la série à ses racines au Camp Wawanakwa avec une distribution diversifiée de seize nouveaux personnages. Les concurrents sont mis à l'épreuve jusqu'à leurs limites en participant à des courses de dragsters, à des défis de pâtisserie extrême, à des défis de TikTok, et à des épreuves inspirées des films de catastrophe et d'horreur, le tout dans l'espoir de remporter le prix d'un million de dollars. Priya est la gagnante dans la majorité des pays |                                      | |                                                 |                                                   |
| |                                      | |                                                 |                                                   |
| 6.2 | L'Île des Défis extrêmes 2024        | 27 novembre 2023 4 décembre 2023 (Italie) 3 mars 2024 (Canada) 9 mars 2024 (Québec) 31 mai 2025 (États-Unis) | Willy                                           | Caleb/Julia                                       |
| Défis extrêmes 2024 renvoie nos seize nouveaux personnages au camp Wawanakwa. Les concurrents sont mis à l'épreuve jusqu'à leurs limites en participant à des courses poursuites avec des chiens, à des défis de pâtisserie extrême et à des descentes de toboggans, le tout dans l'espoir de remporter le prix d'un million de dollars. Willy est le gagnant dans la majorité des pays. |                                      | |                                                 |                                                   |

## Tableau des éliminations
| ÎDE      | DEA              | DETM              | DERÎ               | ÉDE             | DEÎP            | L'absurdicourse               | ÎDE (2023-24)      | ÎDE (2023-24)      |
| -------- | ---------------- | ----------------- | ------------------ | --------------- | --------------- | ----------------------------- | ------------------ | ------------------ |
| Gontran  | Hugo             | Alessandro        | Cameron            | Michel          | Cédric          | MacGuire & Santerre           | Priya              | Willy              |
| Joëlle   | Berthe           | Marilou           | Dutonnerre         | Zoé             | Kristelle       | J.F. & Brice                  | Bowie              | Julia/Caleb        |
| Marilou  | Gontran          | Jordy             | Zoé                | Steph et Joëlle | Sugar           | Jacques & Josée               | Millie             | Julia/Caleb        |
| Hugo     | Audrey           | Sarah-Laurie      | Steph              | Audrey          | Jasmine         | Emma & Cathou                 | Julia              | Priya              |
| Leshawna | Harold           | Hugo              | Jo                 | Alessandro      | Scarlett et Max | Charlie & Devin               | Emma               | Kev                |
| J.F.     | Tania            | Mélanie et Audrey | Michel             | Cameron         | David           | Antoine & Stéphanie           | Charles            | Damien             |
| Édith    | Justin           | Gontran           | Dakota             | Hugo            | Quentin         | J.F. & Brice                  | Zack               | MK (Marie-Karine)  |
| DJ       | Leshawna         | Joëlle            | Marc et Anne-Marie | Sarah-Laurie    | Éléonore        | Cramoisi & Lassitude          | Robert             | Zack               |
| Tania    | Marilou          | Simon             | Sam                | Marilou         | Amy et Samey    | Gontran et Lucas              | Willy et Kev       | Robert et Axel     |
| Brigitte | Gontran          | Lucas             | Océane             | Sam             | Rodney          | Denis & Junior                | MK (Marie-Karine)  | Bowie              |
| Loïc     | Édith            | Édith et DJ       | C                  | Jo              | Amy             | Lorenzo & Serge et Roch & Bob | Damien             | Michelle           |
| Eva      | DJ               | Tania             | Dakota             | Dutonnerre      | Léonard         | Alain & Maxime                | L'épeurante Laurie | Emma               |
| Harold   | Joëlle           | Leshawna          | Kelly              | Tania           | Barbu           | Karine & Charlotte            | Michelle           | Millie             |
| Audrey   | Loïc             | Brigitte          |                    |                 |                 | Tom & Jen                     | Axel               | Charles            |
| Sandrine | Édith            | Harold            |                    |                 |                 | Michèle & Laurie              | Caleb              | L'épeurante Laurie |
| Berthe   | J.F. et Brigitte | Ézékiel           |                    |                 |                 | Élodie & Marie                |                    |                    |
| Jordy    |                  | Hugo              |                    |                 |                 | Gerry & Pierre                |                    |                    |
| Édith    |                  |                   |                    |                 |                 | Léonard & Heidi               |                    |                    |
| Simon    |                  |                   |                    |                 |                 |                               |                    |                    |
| Katrine  |                  |                   |                    |                 |                 |                               |                    |                    |
| Justin   |                  |                   |                    |                 |                 |                               |                    |                    |
| Lucas    |                  |                   |                    |                 |                 |                               |                    |                    |
| Eva      |                  |                   |                    |                 |                 |                               |                    |                    |
| Ézékiel  |                  |                   |                    |                 |                 |                               |                    |                    |

Version française:
| ÎDE      | CDE            | DETM                | DERÎ               | DES             | DEÎS             | DEPE                             | ÎDE (2023-24)      | ÎDE (2023-24)      |
| -------- | -------------- | ------------------- | ------------------ | --------------- | ---------------- | -------------------------------- | ------------------ | ------------------ |
| Gontran  | Berthe         | Marilou             | Corentin           | Zoé             | Igor             | Marguerite & Sandra              | Priya              | Willy              |
| Joëlle   | Hugo           | Alejandro           | Flashman           | Mickaël         | Cheyenne         | JF & Ritchie                     | Bowie              | Caleb/Julia        |
| Marilou  | Gontran        | Jordy               | Zoé                | Scott et Joëlle | Cynthia          | Axel & Marina                    | Millie             | Caleb/Julia        |
| Hugo     | Audrey         | Sarah-Laurie        | Scott              | Audrey          | Jasmine          | Emma & Lola                      | Julia              | Priya              |
| Leshawna | Harold         | Hugo                | Jo                 | Alejandro       | Arlette et Max   | Carine & Julien                  | Emma               | Kev                |
| JF       | Tania          | Bérangère et Audrey | Mickaël            | Corentin        | David            | Ryan & Stéphanie                 | Charles            | Damien             |
| Édith    | Justin         | Gontran             | Kimberly           | Hugo            | Octave           | JF & Ritchie                     | Zack               | MK (Marie-Karine)  |
| DJ       | Leshawna       | Joëlle              | Boris et Esmeralda | Sarah-Laurie    | Aurore           | Macabel & Arsenic                | Robert             | Zack               |
| Tania    | Marilou        | Simon               | Sam                | Marilou         | Sophie et Sophia | Gontran & Lucas                  | Willy et Kev       | Robert et Axel     |
| Brigitte | Gontran        | Lucas               | Océane             | Sam             | Eugène           | Roger & Ludo                     | MK (Marie-Karine)  | Bowie              |
| Loïc     | Édith          | Édith et DJ         | Pat                | Jo              | Sophie           | Lorenzo & Liam et Larsen & Chips | Damien             | Michelle           |
| Eva      | DJ             | Tania               | Kimberly           | Flashman        | Balthazar        | Mathis & Mathias                 | L'épeurante Laurie | Emma               |
| Harold   | Joëlle         | Leshawna            | Charlotte          | Tania           | Carlhson         | Samantha & Jennyfer              | Michelle           | Millie             |
| Audrey   | Loïc           | Brigitte            |                    |                 |                  | Tom & Gina                       | Axel               | Charles            |
| Sandrine | Édith          | Harold              |                    |                 |                  | Rose & Ambre                     | Caleb              | L'épeurante Laurie |
| Berthe   | JF et Brigitte | Ézékiel             |                    |                 |                  | Élodie & Marie                   |                    |                    |
| Jordy    |                | Hugo                |                    |                 |                  | Gérard & Patrick                 |                    |                    |
| Édith    |                |                     |                    |                 |                  | Balthazar & Vicky                |                    |                    |
| Simon    |                |                     |                    |                 |                  |                                  |                    |                    |
| Katrine  |                |                     |                    |                 |                  |                                  |                    |                    |
| Justin   |                |                     |                    |                 |                  |                                  |                    |                    |
| Lucas    |                |                     |                    |                 |                  |                                  |                    |                    |
| Eva      |                |                     |                    |                 |                  |                                  |                    |                    |
| Ézékiel  |                |                     |                    |                 |                  |                                  |                    |                    |

## Gagnants
| Pays             | Saisons | Saisons | Saisons    | Saisons    | Saisons | Saisons   | Saisons              | Saisons       | Saisons       |
| Pays             | ÎDE     | DEA     | DETM       | DERÎ       | ÉDE     | DEÎP      | L'absurdicourse      | ÎDE (2023-24) | ÎDE (2023-24) |
| ---------------- | ------- | ------- | ---------- | ---------- | ------- | --------- | -------------------- | ------------- | ------------- |
|                  |         |         |            |            |         |           |                      |               |               |
| Canada           | Gontran | Hugo    | Alessandro | Cameron    | Michel  | Kristelle | MacGuire et Santerre | Priya         | Willy         |
| Québec           | Gontran | Hugo    | Alessandro | Cameron    | Michel  | Cédric    | MacGuire et Santerre | Priya         | Willy         |
| Australie        | Gontran | Berthe  | Marilou    | Cameron    | Zoé     | Cédric    | J.F. et Brice        | Priya         | Willy         |
| Brésil           | Gontran | Berthe  | Marilou    | Cameron    | Zoé     | Kristelle |                      | NC            | NC            |
| Bulgarie         | Gontran | Berthe  | Alessandro | Cameron    | Zoé     | Kristelle |                      | NC            | NC            |
| Croatie          | Gontran | Berthe  | Alessandro | Cameron    | Zoé     | Kristelle | NC                   | NC            | NC            |
| Danemark         | Gontran | Hugo    | Alessandro | Cameron    | Zoé     | Cédric    | J.F. et Brice        | NC            | NC            |
| Finlande         | Joëlle  | Berthe  | Alessandro | Cameron    | Zoé     | Kristelle | NC                   | NC            | NC            |
| France           | Gontran | Berthe  | Marilou    | Cameron    | Zoé     | Cédric    | MacGuire et Santerre | NC            | NC            |
| Hongrie          | Gontran | Berthe  | Alessandro | Cameron    | Michel  | Cédric    | MacGuire et Santerre | NC            | NC            |
| Irlande          | Gontran | Berthe  | NC         | NC         | NC      | NC        | NC                   | NC            | NC            |
| Italie           | Gontran | Berthe  | Marilou    | Cameron    | Zoé     | Cédric    | MacGuire et Santerre | Priya         | Willy         |
| Amérique Latine  | Gontran | Hugo    | Marilou    | Cameron    | Zoé     | Kristelle | J.F. et Brice        | NC            | NC            |
| Pays-Bas         | Gontran | Berthe  | Alessandro | Cameron    | Michel  | Kristelle | J.F. et Brice        | Priya         | Willy         |
| Nouvelle-Zélande | Gontran | Berthe  | Marilou    | Cameron    | Michel  | Kristelle | NC                   | Priya         | Willy         |
| Norvège          | Joëlle  | Hugo    | Marilou    | Cameron    | Zoé     | Cédric    | J.F. et Brice        | NC            | NC            |
| Philippines      | Joëlle  | Hugo    | Marilou    | Dutonnerre | Michel  | Cédric    | NC                   | NC            | NC            |
| Pologne          | Gontran | Hugo    | Marilou    | Cameron    | Michel  | Kristelle | J.F. et Brice        | NC            | NC            |
| Portugal         | Gontran | Berthe  | Marilou    | Cameron    | Michel  | Cédric    | NC                   | NC            | NC            |
| Pays Arabes      | Gontran | Berthe  | Marilou    | Cameron    | Michel  | Cédric    | J.F. et Brice        | NC            | NC            |
| Roumanie         | Joëlle  | Berthe  | Alessandro | Cameron    | Michel  | Cédric    | MacGuire et Santerre | NC            | NC            |
| Russie           | Gontran | Berthe  | Alessandro | Cameron    | Zoé     | Kristelle | J.F. et Brice        | NC            | NC            |
| Serbie           | Gontran | Berthe  | Marilou    | Cameron    | Zoé     | Kristelle | NC                   | NC            | NC            |
| Afrique du Sud   | Joëlle  | Hugo    | Marilou    | Cameron    | Michel  | Cédric    | NC                   | NC            | NC            |
| Espagne          | Gontran | NC      | NC         | NC         | NC      | NC        | NC                   | NC            | NC            |
| Catalogne        | Gontran | Berthe  | Marilou    | Cameron    | NC      | NC        | NC                   | NC            | NC            |
| Suède            | Gontran | Berthe  | Alessandro | Cameron    | Zoé     | Kristelle | NC                   | NC            | NC            |
| Taïwan           | Gontran | Hugo    | Alessandro | Cameron    | Zoé     | Kristelle | NC                   | NC            | NC            |
| Royaume-Uni      | Gontran | Berthe  | NC         | NC         | NC      | NC        | NC                   | NC            | NC            |
| États-Unis       | Gontran | Hugo    | Marilou    | Dutonnerre | Michel  | Cédric    | J.F. et Brice        | Priya         | Willy         |

### Participations
Ce tableau répertorie le classement de chaque candidat des saisons auxquelles il a participé.
| Candidats              | ÎDE | DEA | DETM | DERÎ | ÉDE | DEÎP | L'absurdicourse | ÎDE23 | ÎDE24 |
| ---------------------- | --- | --- | ---- | ---- | --- | ---- | --------------- | ----- | ----- |
| Alain                  | —   | —   | —    | —    | —   | —    | 12e             | —     | —     |
| Alessandro             | —   | —   | 1er  | —    | 6e  | —    | —               | —     | —     |
| Amy                    | —   | —   | —    | —    | —   | 12e  | —               | —     | —     |
| Anne-Marie             | —   | —   | —    | 8e   | —   | —    | —               | —     | —     |
| Antoine                | —   | —   | —    | —    | —   | —    | 6e              | —     | —     |
| Audrey                 | 14e | 4e  | 6e   | —    | 5e  | —    | —               | —     | —     |
| Axel                   | —   | —   | —    | —    | —   | —    | —               | 15e   | 9/10e |
| Barbu                  | —   | —   | —    | —    | —   | 14e  | —               | —     | —     |
| Berthe                 | 16e | 2e  | —    | —    | —   | —    | —               | —     | —     |
| Bob                    | —   | —   | —    | —    | —   | —    | 10e             | —     | —     |
| Bowie                  | —   | —   | —    | —    | —   | —    | —               | 2e    | 11e   |
| Brice                  | —   | —   | —    | —    | —   | —    | 2e              | —     | —     |
| Brigitte               | 10e | 14e | 16e  | —    | —   | —    | —               | —     | —     |
| C                      | —   | —   | —    | 12e  | —   | —    | —               | —     | —     |
| Caleb                  | —   | —   | —    | —    | —   | —    | —               | 16e   | 2/3e  |
| Cameron                | —   | —   | —    | 1er  | 7e  | —    | —               | —     | —     |
| Cathou                 | —   | —   | —    | —    | —   | —    | 4e              | —     | —     |
| Cédric                 | —   | —   | —    | —    | —   | 1er  | —               | —     | —     |
| Charlie                | —   | —   | —    | —    | —   | —    | 5e              | —     | —     |
| Charles                | —   | —   | —    | —    | —   | —    | —               | 6e    | 15e   |
| Charlotte              | —   | —   | —    | —    | —   | —    | 13e             | —     | —     |
| Cramoisi               | —   | —   | —    | —    | —   | —    | 7e              | —     | —     |
| Dakota                 | —   | —   | —    | 7e   | —   | —    | —               | —     | —     |
| Damien                 | —   | —   | —    | —    | —   | —    | —               | 12e   | 6e    |
| David                  | —   | —   | —    | —    | —   | 7e   | —               | —     | —     |
| Denis                  | —   | —   | —    | —    | —   | —    | 9e              | —     | —     |
| Devin                  | —   | —   | —    | —    | —   | —    | 5e              | —     | —     |
| DJ                     | 8e  | 11e | 12e  | —    | —   | —    | —               | —     | —     |
| Dutonnerre             | —   | —   | —    | 2e   | 13e | —    | —               | —     | —     |
| Édith                  | 7e  | 10e | 13e  | —    | —   | —    | —               | —     | —     |
| Éléonore               | —   | —   | —    | —    | —   | 9e   | —               | —     | —     |
| Élodie                 | —   | —   | —    | —    | —   | —    | 16e             | —     | —     |
| Emma (DE)              | —   | —   | —    | —    | —   | —    | —               | 5e    | 13e   |
| Emma (L'absurdicourse) | —   | —   | —    | —    | —   | —    | 4e              | —     | —     |
| Eva                    | 12e | —   | —    | —    | —   | —    | —               | —     | —     |
| Ézékiel                | 22e | —   | 18e  | —    | —   | —    | —               | —     | —     |
| Gerry                  | —   | —   | —    | —    | —   | —    | 17e             | —     | —     |
| Gontran                | 1er | 3e  | 8e   | —    | —   | —    | 8e              | —     | —     |
| Harold                 | 13e | 5e  | 17e  | —    | —   | —    | —               | —     | —     |
| Heidi                  | —   | —   | —    | —    | —   | —    | 18e             | —     | —     |
| Hugo                   | 4e  | 1er | 5e   | —    | 8e  | —    | —               | —     | —     |
| Jacques                | —   | —   | —    | —    | —   | —    | 3e              | —     | —     |
| Jasmine                | —   | —   | —    | —    | —   | 4e   | —               | —     | —     |
| Jen                    | —   | —   | —    | —    | —   | —    | 14e             | —     | —     |
| J.F.                   | 6e  | 15e | —    | —    | —   | —    | 2e              | —     | —     |
| Jo                     | —   | —   | —    | 5e   | 12e | —    | —               | —     | —     |
| Joëlle                 | 2e  | 12e | 9e   | —    | 4e  | —    | —               | —     | —     |
| Jordy                  | 17e | —   | 3e   | —    | —   | —    | —               | —     | —     |
| Josée                  | —   | —   | —    | —    | —   | —    | 3e              | —     | —     |
| Julia                  | —   | —   | —    | —    | —   | —    | —               | 4e    | 2/3e  |
| Junior                 | —   | —   | —    | —    | —   | —    | 9e              | —     | —     |
| Justin                 | 20e | 7e  | —    | —    | —   | —    | —               | —     | —     |
| Karine                 | —   | —   | —    | —    | —   | —    | 13e             | —     | —     |
| Katrine                | 19e | —   | —    | —    | —   | —    | —               | —     | —     |
| Kelly                  | —   | —   | —    | 13e  | —   | —    | —               | —     | —     |
| Kev                    | —   | —   | —    | —    | —   | —    | —               | 9/10e | 5e    |
| Kristelle              | —   | —   | —    | —    | —   | 2e   | —               | —     | —     |
| Laurie                 | —   | —   | —    | —    | —   | —    | 15e             | —     | —     |
| L'épeurante Laurie     | —   | —   | —    | —    | —   | —    | —               | 13e   | 16e   |
| Lassitude              | —   | —   | —    | —    | —   | —    | 7e              | —     | —     |
| Léonard                | —   | —   | —    | —    | —   | 13e  | 18e             | —     | —     |
| Leshawna               | 5e  | 8e  | 15e  | —    | —   | —    | —               | —     | —     |
| Loïc                   | 11e | 13e | —    | —    | —   | —    | —               | —     | —     |
| Lorenzo                | —   | —   | —    | —    | —   | —    | 11e             | —     | —     |
| Lucas                  | 21e | —   | 11e  | —    | —   | —    | 8e              | —     | —     |
| MacGuire               | —   | —   | —    | —    | —   | —    | 1er             | —     | —     |
| Marc                   | —   | —   | —    | 9e   | —   | —    | —               | —     | —     |
| Marie                  | —   | —   | —    | —    | —   | —    | 16e             | —     | —     |
| Marilou                | 3e  | 9e  | 2e   | —    | 10e | —    | —               | —     | —     |
| Max                    | —   | —   | —    | —    | —   | 5e   | —               | —     | —     |
| Maxime                 | —   | —   | —    | —    | —   | —    | 12e             | —     | —     |
| Mélanie                | —   | —   | 7e   | —    | —   | —    | —               | —     | —     |
| Michel                 | —   | —   | —    | 6e   | 1er | —    | —               | —     | —     |
| Michèle                | —   | —   | —    | —    | —   | —    | 15e             | —     | —     |
| Michelle               | —   | —   | —    | —    | —   | —    | —               | 14e   | 12e   |
| Millie                 | —   | —   | —    | —    | —   | —    | —               | 3e    | 14e   |
| MK                     | —   | —   | —    | —    | —   | —    | —               | 11e   | 7e    |
| Océane                 | —   | —   | —    | 11e  | —   | —    | —               | —     | —     |
| Pierre                 | —   | —   | —    | —    | —   | —    | 17e             | —     | —     |
| Priya                  | —   | —   | —    | —    | —   | —    | —               | 1er   | 4e    |
| Quentin                | —   | —   | —    | —    | —   | 8e   | —               | —     | —     |
| Robert                 | —   | —   | —    | —    | —   | —    | —               | 8e    | 9/10e |
| Roch                   | —   | —   | —    | —    | —   | —    | 10e             | —     | —     |
| Rodney                 | —   | —   | —    | —    | —   | 11e  | —               | —     | —     |
| Sam                    | —   | —   | —    | 10e  | 11e | —    | —               | —     | —     |
| Samey                  | —   | —   | —    | —    | —   | 10e  | —               | —     | —     |
| Sandrine               | 15e | —   | —    | —    | —   | —    | —               | —     | —     |
| Santerre               | —   | —   | —    | —    | —   | —    | 1er             | —     | —     |
| Sarah-Laurie           | —   | —   | 4e   | —    | 9e  | —    | —               | —     | —     |
| Scarlett               | —   | —   | —    | —    | —   | 6e   | —               | —     | —     |
| Serge                  | —   | —   | —    | —    | —   | —    | 11e             | —     | —     |
| Simon                  | 18e | —   | 10e  | —    | —   | —    | —               | —     | —     |
| Steph                  | —   | —   | —    | 4e   | 3e  | —    | —               | —     | —     |
| Stéphanie              | —   | —   | —    | —    | —   | —    | 6e              | —     | —     |
| Sugar                  | —   | —   | —    | —    | —   | 3e   | —               | —     | —     |
| Tania                  | 9e  | 6e  | 14e  | —    | 14e | —    | —               | —     | —     |
| Tom                    | —   | —   | —    | —    | —   | —    | 14e             | —     | —     |
| Willy                  | —   | —   | —    | —    | —   | —    | —               | 9/10e | 1er   |
| Zack                   | —   | —   | —    | —    | —   | —    | —               | 7e    | 8e    |
| Zoé                    | —   | —   | —    | 3e   | 2e  | —    | —               | —     | —     |

Version française:
| Candidats          | ÎDE | CDE | DETM | DERÎ | DES | DEIS | DEPE | ÎDE23 | ÎDE24 |
| ------------------ | --- | --- | ---- | ---- | --- | ---- | ---- | ----- | ----- |
| Alejandro          | —   | —   | 2e   | —    | 6e  | —    | —    | —     | —     |
| Ambre              | —   | —   | —    | —    | —   | —    | 15e  | —     | —     |
| Arlette            | —   | —   | —    | —    | —   | 6e   | —    | —     | —     |
| Arsenic            | —   | —   | —    | —    | —   | —    | 7e   | —     | —     |
| Audrey             | 14e | 4e  | 6e   | —    | 5e  | —    | —    | —     | —     |
| Aurore             | —   | —   | —    | —    | —   | 9e   | —    | —     | —     |
| Axel (DEPE)        | —   | —   | —    | —    | —   | —    | 3e   | —     | —     |
| Axel               | —   | —   | —    | —    | —   | —    | —    | 15e   | 9/10e |
| Balthazar          | —   | —   | —    | —    | —   | 13e  | 18e  | —     | —     |
| Bérangère          | —   | —   | 7e   | —    | —   | —    | —    | —     | —     |
| Berthe             | 16e | 1er | —    | —    | —   | —    | —    | —     | —     |
| Boris              | —   | —   | —    | 9e   | —   | —    | —    | —     | —     |
| Bowie              | —   | —   | —    | —    | —   | —    | —    | 2e    | 11e   |
| Brigitte           | 10e | 14e | 16e  | —    | —   | —    | —    | —     | —     |
| Caleb              | —   | —   | —    | —    | —   | —    | —    | 16e   | 2/3e  |
| Carine             | —   | —   | —    | —    | —   | —    | 5e   | —     | —     |
| Carlhson           | —   | —   | —    | —    | —   | 14e  | —    | —     | —     |
| Charles            | —   | —   | —    | —    | —   | —    | —    | 6e    | 15e   |
| Charlotte          | —   | —   | —    | 13e  | —   | —    | —    | —     | —     |
| Cheyenne           | —   | —   | —    | —    | —   | 2e   | —    | —     | —     |
| Chips              | —   | —   | —    | —    | —   | —    | 10e  | —     | —     |
| Corentin           | —   | —   | —    | 1er  | 7e  | —    | —    | —     | —     |
| Cynthia            | —   | —   | —    | —    | —   | 3e   | —    | —     | —     |
| Damien             | —   | —   | —    | —    | —   | —    | —    | 12e   | 6e    |
| David              | —   | —   | —    | —    | —   | 7e   | —    | —     | —     |
| DJ                 | 8e  | 11e | 12e  | —    | —   | —    | —    | —     | —     |
| Édith              | 7e  | 10e | 13e  | —    | —   | —    | —    | —     | —     |
| Élodie             | —   | —   | —    | —    | —   | —    | 16e  | —     | —     |
| Emma (DEPE)        | —   | —   | —    | —    | —   | —    | 4e   | —     | —     |
| Emma (DE)          | —   | —   | —    | —    | —   | —    | —    | 5e    | 13e   |
| Esméralda          | —   | —   | —    | 8e   | —   | —    | —    | —     | —     |
| Eugène             | —   | —   | —    | —    | —   | 11e  | —    | —     | —     |
| Eva                | 12e | —   | —    | —    | —   | —    | —    | —     | —     |
| Ézékiel            | 22e | —   | 18e  | —    | —   | —    | —    | —     | —     |
| Flashman           | —   | —   | —    | 2e   | 13e | —    | —    | —     | —     |
| Gérard             | —   | —   | —    | —    | —   | —    | 17e  | —     | —     |
| Gina               | —   | —   | —    | —    | —   | —    | 14e  | —     | —     |
| Gontran            | 1er | 3e  | 8e   | —    | —   | —    | 8e   | —     | —     |
| Harold             | 13e | 5e  | 17e  | —    | —   | —    | —    | —     | —     |
| Hugo               | 4e  | 2e  | 5e   | —    | 8e  | —    | —    | —     | —     |
| Igor               | —   | —   | —    | —    | —   | 1er  | —    | —     | —     |
| Jasmine            | —   | —   | —    | —    | —   | 4e   | —    | —     | —     |
| Jennyfer           | —   | —   | —    | —    | —   | —    | 13e  | —     | —     |
| JF                 | 6e  | 15e | —    | —    | —   | —    | 2e   | —     | —     |
| Jo                 | —   | —   | —    | 5e   | 12e | —    | —    | —     | —     |
| Joëlle             | 2e  | 12e | 9e   | —    | 4e  | —    | —    | —     | —     |
| Jordy              | 17e | —   | 3e   | —    | —   | —    | —    | —     | —     |
| Julia              | —   | —   | —    | —    | —   | —    | —    | 4e    | 2/3e  |
| Julien             | —   | —   | —    | —    | —   | —    | 5e   | —     | —     |
| Justin             | 20e | 7e  | —    | —    | —   | —    | —    | —     | —     |
| Katrine            | 19e | —   | —    | —    | —   | —    | —    | —     | —     |
| Kev                | —   | —   | —    | —    | —   | —    | —    | 9/10e | 5e    |
| Kimberly           | —   | —   | —    | 7e   | —   | —    | —    | —     | —     |
| Larsen             | —   | —   | —    | —    | —   | —    | 10e  | —     | —     |
| L'épeurante Laurie | —   | —   | —    | —    | —   | —    | —    | 13e   | 16e   |
| Leshawna           | 5e  | 8e  | 15e  | —    | —   | —    | —    | —     | —     |
| Liam               | —   | —   | —    | —    | —   | —    | 11e  | —     | —     |
| Loïc               | 11e | 13e | —    | —    | —   | —    | —    | —     | —     |
| Lola               | —   | —   | —    | —    | —   | —    | 4e   | —     | —     |
| Lorenzo            | —   | —   | —    | —    | —   | —    | 11e  | —     | —     |
| Lucas              | 21e | —   | 11e  | —    | —   | —    | 8e   | —     | —     |
| Ludo               | —   | —   | —    | —    | —   | —    | 9e   | —     | —     |
| Macabel            | —   | —   | —    | —    | —   | —    | 7e   | —     | —     |
| Marguerite         | —   | —   | —    | —    | —   | —    | 1er  | —     | —     |
| Marie              | —   | —   | —    | —    | —   | —    | 16e  | —     | —     |
| Marilou            | 3e  | 9e  | 1er  | —    | 10e | —    | —    | —     | —     |
| Marina             | —   | —   | —    | —    | —   | —    | 3e   | —     | —     |
| Mathis             | —   | —   | —    | —    | —   | —    | 12e  | —     | —     |
| Mathias            | —   | —   | —    | —    | —   | —    | 12e  | —     | —     |
| Max                | —   | —   | —    | —    | —   | 5e   | —    | —     | —     |
| Michelle           | —   | —   | —    | —    | —   | —    | —    | 14e   | 12e   |
| Mickaël            | —   | —   | —    | 6e   | 2e  | —    | —    | —     | —     |
| Millie             | —   | —   | —    | —    | —   | —    | —    | 3e    | 14e   |
| MK                 | —   | —   | —    | —    | —   | —    | —    | 11e   | 7e    |
| Océane             | —   | —   | —    | 11e  | —   | —    | —    | —     | —     |
| Octave             | —   | —   | —    | —    | —   | 8e   | —    | —     | —     |
| Pat                | —   | —   | —    | 12e  | —   | —    | —    | —     | —     |
| Patrick            | —   | —   | —    | —    | —   | —    | 17e  | —     | —     |
| Priya              | —   | —   | —    | —    | —   | —    | —    | 1er   | 4e    |
| Ritchie            | —   | —   | —    | —    | —   | —    | 2e   | —     | —     |
| Robert             | —   | —   | —    | —    | —   | —    | —    | 8e    | 9/10e |
| Roger              | —   | —   | —    | —    | —   | —    | 9e   | —     | —     |
| Rose               | —   | —   | —    | —    | —   | —    | 15e  | —     | —     |
| Ryan               | —   | —   | —    | —    | —   | —    | 6e   | —     | —     |
| Sam                | —   | —   | —    | 10e  | 11e | —    | —    | —     | —     |
| Samantha           | —   | —   | —    | —    | —   | —    | 13e  | —     | —     |
| Sandra             | —   | —   | —    | —    | —   | —    | 1er  | —     | —     |
| Sandrine           | 15e | —   | —    | —    | —   | —    | —    | —     | —     |
| Sarah-Laurie       | —   | —   | 4e   | —    | 9e  | —    | —    | —     | —     |
| Scott              | —   | —   | —    | 4e   | 3e  | —    | —    | —     | —     |
| Simon              | 18e | —   | 10e  | —    | —   | —    | —    | —     | —     |
| Sophia             | —   | —   | —    | —    | —   | 10e  | —    | —     | —     |
| Sophie             | —   | —   | —    | —    | —   | 12e  | —    | —     | —     |
| Stéphanie          | —   | —   | —    | —    | —   | —    | 6e   | —     | —     |
| Tania              | 9e  | 6e  | 14e  | —    | 14e | —    | —    | —     | —     |
| Tom                | —   | —   | —    | —    | —   | —    | 14e  | —     | —     |
| Vicky              | —   | —   | —    | —    | —   | —    | 18e  | —     | —     |
| Willy              | —   | —   | —    | —    | —   | —    | —    | 9/10e | 1er   |
| Zack               | —   | —   | —    | —    | —   | —    | —    | 7e    | 8e    |
| Zoé                | —   | —   | —    | 3e   | 1er | —    | —    | —     | —     |